# Kosmos 45
Kosmos 45 – radziecki satelita rozpoznawczy. Czwarty statek typu Zenit-4 należącego do programu Zenit,  którego konstrukcja została oparta na załogowych kapsułach Wostok. 
Lot, przeprowadzony dzień wcześniej niż pierwotnie planowano, stanowił sprawdzian niezawodności rakiety nośnej przed użyciem w lotach załogowych programu Woschod. Startowi osobiście przyglądali się, z tarasu stacji śledzenia IP-1, Siergiej Korolow i Nikołaj Kamanin.
Kapsuła z negatywami opadła 5 dni później na terytorium ZSRR. Statek przenosił również eksperymenty meteorologiczne:
- fotometr pokrywy chmur (0,6-0,85 um)
- skaningowy radiometr podczerwieni (0,8-38 um), mierzący kątowy, widmowy i geograficzny rozkład promieniowania cieplnego na Ziemi
- spektrofotometr ultrafioletu, mierzący słoneczne promieniowanie UV odbite i rozproszone przez ziemską atmosferę
- kolorymetr, do pomiaru charakterystyki promieniowania nocnej poświaty Ziemi, w paśmie 0,25-0,60 um